# Football Club de Sète 34
El Football Club de Sète 34 és un club de futbol francès de la ciutat de Seta.

## Història
El club va ser fundat el 1900 amb el nom d'Olympique Cettois. Posteriorment s'ha anomenat Football de Cette (1914) Football Club de Sète (1927) i l'actual nom l'adoptà el 1989. Disputa els seus partits a l'estadi Louis Michel. Abans jugava al Stade des Métairies-Georges-Bayrou.

## Palmarès
- 2 Lliga francesa de futbol: 1934, 1939
- 2 Copa francesa de futbol: 1930, 1934
- 8 Campionat de Sud-est: 1920, 1921, 1922, 1923, 1924, 1925, 1926, 1968.
- 7 Campionat del Llenguadoc de l'USFSA: 1907, 1909, 1910, 1911, 1912, 1913, 1914.

## Jugadors destacats
- Domènec Balmanya
- Josep Escolà
- René Llense[1]

## Entrenadors destacats
- Domènec Balmanya, 1958-60